# Stauranthus perforatus
Stauranthus perforatus är en vinruteväxtart som beskrevs av Frederik Michael Liebmann. Stauranthus perforatus ingår i släktet Stauranthus och familjen vinruteväxter. Inga underarter finns listade i Catalogue of Life.